# Cyclisme aux Jeux olympiques d'été de 1980
Navigation
Montréal 1976 Los Angeles 1984

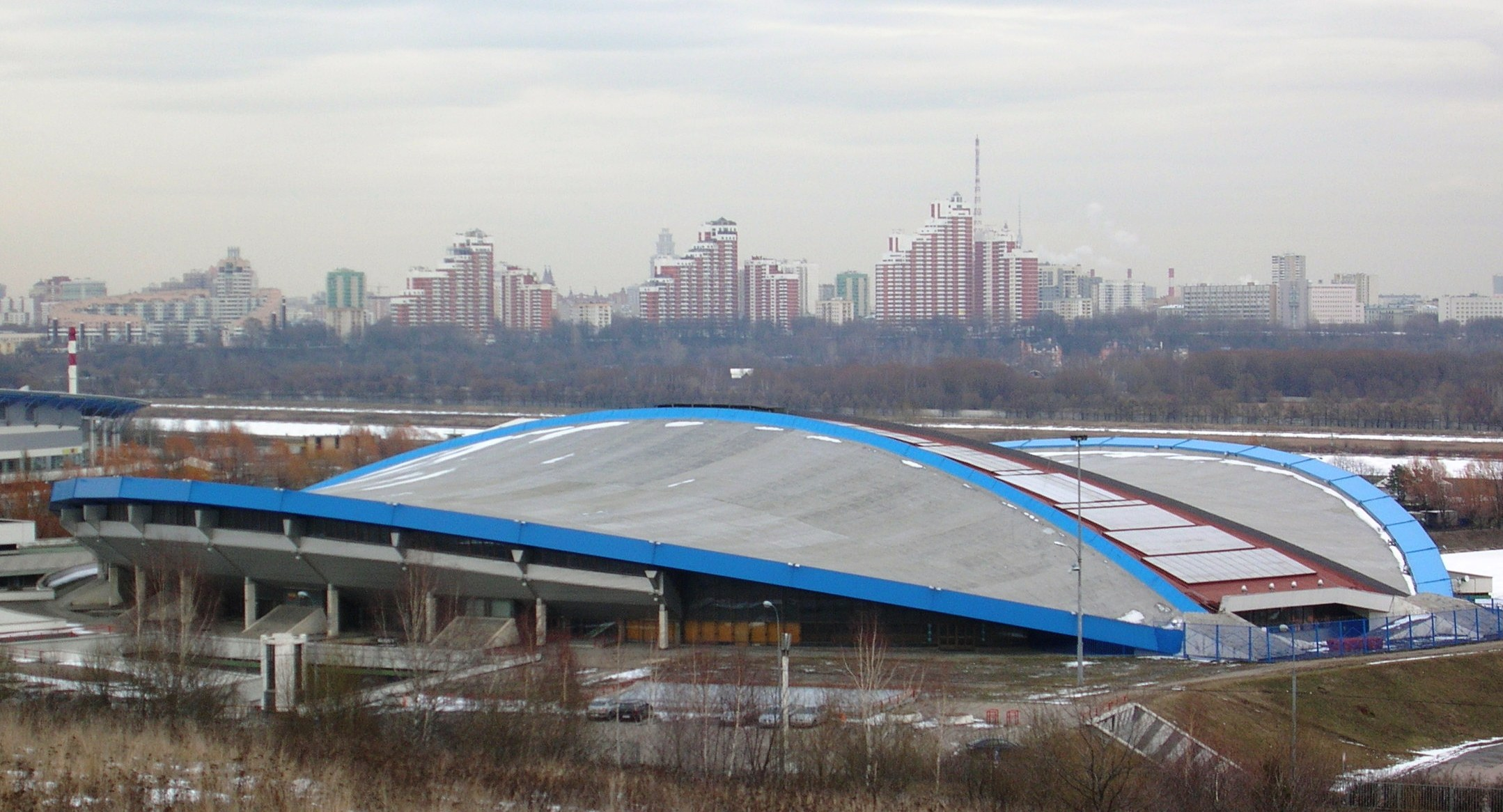
Le vélodrome olympique dans le district de Krylatskoïe à Moscou.

Aux Jeux olympiques d'été de 1980, il existe deux disciplines de cyclisme : le cyclisme sur piste et le cyclisme sur route.
les épreuves sur piste ont eu lieu au vélodrome : Trade Unions Olympic Sports Centre.
La course en ligne, disputée sur une distance de 189 kilomètres, a eu lieu sur un circuit parcouru à 14 reprises. La course du 100 kilomètres par équipes s'est disputé sur l'autoroute menant de Moscou à Minsk.

## Podiums

### Hommes
| Podiums                             |                                                                                 |                                                                                  |                                                                            |
| Route                               |                                                                                 |                                                                                  |                                                                            |
| Course en ligne                     | Sergueï Soukhoroutchenkov Union soviétique                                      | Czesław Lang Pologne                                                             | Youri Barinov Union soviétique                                             |
| 100 km contre-la-montre par équipes | Union soviétique Youri Kachirine Oleg Logvine Sergueï Chelpakov Anatoli Yarkine | Allemagne de l'Est Falk Boden Bernd Drogan Olaf Ludwig Hans-Joachim Hartnick     | Tchécoslovaquie Michal Klasa Vlastibor Konečný Alipi Kostadinov Jiří Škoda |
| Piste                               |                                                                                 |                                                                                  |                                                                            |
| Kilomètre                           | Lothar Thoms Allemagne de l'Est                                                 | Aleksandr Panfilov Union soviétique                                              | David Weller Jamaïque                                                      |
| Vitesse individuelle                | Lutz Hesslich Allemagne de l'Est                                                | Yavé Cahard France                                                               | Sergueï Kopylov Union soviétique                                           |
| Poursuite individuelle              | Robert Dill-Bundi Suisse                                                        | Alain Bondue France                                                              | Hans-Henrik Ørsted Danemark                                                |
| Poursuite par équipes               | Union soviétique Viktor Manakov Valeri Movchan Vladimir Osokin Vitali Petrakov  | Allemagne de l'Est Gerald Mortag Uwe Unterwalder Matthias Wiegand Volker Winkler | Tchécoslovaquie Teodor Černý Martin Penc Jiří Pokorný Igor Sláma           |

## Tableau des médailles
| Rang | Nation             | Or | Argent | Bronze | Total |
| ---- | ------------------ | -- | ------ | ------ | ----- |
| 1    | Union soviétique   | 3  | 1      | 2      | 6     |
| 2    | Allemagne de l'Est | 2  | 2      | 0      | 4     |
| 3    | Suisse             | 1  | 0      | 0      | 1     |
| 4    | France             | 0  | 2      | 0      | 2     |
| 5    | Pologne            | 0  | 1      | 0      | 1     |
| 6    | Tchécoslovaquie    | 0  | 0      | 2      | 2     |
| 7    | Danemark           | 0  | 0      | 1      | 1     |
| 7    | Jamaïque           | 0  | 0      | 1      | 1     |